# Зилов, Пётр Алексеевич
Пётр Алексеевич Зилов (1850—1921) — русский физик, профессор Императорского Варшавского университета. Попечитель Киевского учебного округа (1905—1912). Тайный советник.

## Биография
Из потомственных дворян Нижегородской губернии. Землевладелец Лукояновского уезда (1100 десятин при селе Новоселки).
Окончил 4-ю московскую гимназию (1869; серебряная медаль) и физико-математический факультет Московского университета (1873). Был оставлен для приготовления к профессорскому званию по кафедре физики. В 1874—1877 годах слушал лекции в Гейдельбергском и Берлинском университетах.
В 1877 году Зилов впервые, измеряя диэлектрические проницаемости ряда неполярных жидкостей и сравнивая их с показателями преломления, подтвердил максвелловское соотношение {\displaystyle {\varepsilon }=n^{2}}. Результатом исследований стала магистерская диссертация «Опытное исследование диэлектрической поляризации в жидкостях». В 1877—1880 годах Зилов по предложению А. Г. Столетова выполнил работу «Влияние среды на электродинамическую индукцию», подтвердив выводы теории электромагнитного поля относительно роли среды в электродинамических взаимодействиях. Начал работать в Императорском Московском техническом училище
В 1879 году он установил, что магнитная проницаемость жидких магнетиков является функцией напряженности магнитного поля. Результаты Зилов обобщил в своей докторской диссертации «Опытное исследование магнитной поляризации в жидкостях», которая также проводилась под руководством А. Г. Столетова.
В 1880—1884 годах П. А. Зилов заведовал в Московском техническом училище кафедрой общей и прикладной физики, а с 1884 года преподавал в Императорском Варшавском университете: занял кафедру физики после ушедшего в Военно-медицинскую академию Н. Г. Егорова.
В 1904 году Зилов исполнял обязанности ректора Императорского Варшавского университета.
В 1905—1912 годы находился на должности попечителя Киевского учебного округа; с 1 января 1906 года — в чине тайного советника. Жил в доме Гинзбурга. В 1908 году был издан «Курс механики», составленный студентами «по запискам лекций и по Зилову, применительно к программам в Политехническом институте и на Физико-математическом факультете» (Киев, 1908. — 181 с.; переиздано: Киев: Изд. студентов, 1918. — 111 с.).
Он отдал распоряжение о воспрещении учащимся-евреям участвовать 30 августа 1911 года в Киеве, наравне с другими, в процессии во время шествия императора Николая II с крестным ходом к месту открытия памятника, мотивируя это тем, что процессия имела церковный характер. Поэтому он исключил всех не христиан, т. е. евреев и магометан, что вызвало сильное недовольство Николая II и П. А. Столыпина. И в конце 1911 года П. А. Зилов был уволен от службы.
С 1900 года Зилов издавал журнал «Физическое обозрение», сыгравший большую роль в распространении физических знаний в России; он организовал первый в России образцовый физический кабинет, Педагогический музей в Киеве, сельскохозяйственные курсы для народных учителей.
Принимал деятельное участие в заседаниях Киевского клуба русских националистов, не будучи при этом его членом. Поддержал открытие в Киеве отдела Галицко-русского общества; 4 января 1912 года был избран действительным членом Киевского Русского собрания, а 8 января 1913 года — почётным членом клуба русских националистов — «в воздаяние заслуг перед русским делом».